# یواس‌اس نیوپورت (پی‌جی-۱۲)
یواس‌اس نیوپورت (پی‌جی-۱۲) (به انگلیسی: USS Newport (PG-12)) یک کشتی بود که طول آن ۲۰۴ فوت ۵ اینچ (۶۲٫۳۱ متر) بود. این کشتی در سال ۱۸۹۶ ساخته شد.